# 北宋永兴军路帅臣列表
北宋永兴军路帅臣，指永兴军路安抚司的长官，或称安抚使，或称经略安抚使。

## 历任经略安抚使

### 宋太祖朝
- 李洪义（960年—961年）
- 王彦超（961年—964年）
- 吴廷祚（964年—971年）

### 宋太宗朝
- 许仲宣（976年—977年）
- 奚屿（978年—979年）
- 魏羽（980年—981年）
- 李准（982年—983年）
- 符昭愿（985年—986年）
- 范杲（987年）
- 柴禹锡（988年—993年）
- 田重进（993年）
- 王显（994年—995年）
- 张齐贤（995年—996年）
- 田重进（996年—997年）
- 张雍（997年）

### 宋真宗朝
- 刘知信（998年）
- 戴兴（998年）
- 符昭愿（998年）
- 赵昌言（999年—1000年）
- 王仲华（1000年—1001年）
- 雷有终（1001年）
- 张齐贤（1002年）
- 张詠（1003年）
- 向敏中（1003年—1005年）
- 周莹（1005年—1006年）
- 孙全照（1006年—1007年）
- 孙仅（1007年—1009年）
- 张秉（1009年）
- 王嗣宗（1010年—1011年）
- 陈若拙（1011年）
- 李仕衡（1011年）
- 李允正（1011年）
- 卢琰（1012年）
- 周起（1012年—1013年）
- 陈尧咨（1013年—1015年）
- 李迪（1015年）
- 寇准（1016年—1019年）
- 朱巽（1019年—1020年）
- 薛映（1020年—1021年）
- 赵稹（1021年—1022年）

### 宋仁宗朝
- 赵稹（1022年—1025年）
- 李防（1026年）
- 曹瑋（1026年）
- 姜遵（1026年—1028年）
- 胡则（1028年）
- 王曙（1028年—1029年）
- 李谘（1029年—1030年）
- 王博文（1031年—1032年）
- 赵贺（1032年）
- 陈尧佐（1033年）
- 范雍（1033年—1034年）
- 陈尧佐（1034年—1036年）
- 杜衍（1036年—1037年）
- 陈执中（1037年—1038年）
- 夏竦（1038年—1039年）
- 杜衍（1039年—1040年）
- 夏竦（1040年）
- 张奎
- 郑戬（1042年）
- 吴遵路（1042年）
- 任中师（1042年）
- 郑戬（1043年）
- 任中师（1044年）
- 郑戬（1044年—1046年）
- 程琳（1046年—1047年）
- 叶清臣（1047年—1048年）
- 鱼周询（1048年）
- 夏安期（1048年—1049年）
- 王拱辰（1049年）
- 吕公绰（1049年）
- 程戡（1049年—1050年）
- 杨察（1050年）
- 吴育（1050年）
- 晏殊（1050年—1053年）
- 文彦博（1053年—1055年）
- 王拱辰（1055年—1057年）
- 梁适（1057年—1059年）
- 曹颖叔（1059年—1060年）
- 刘敞（1060年—1063年）
- 何郯（1063年）

### 宋英宗朝
- 何郯（1063年—1065年）
- 文彦博（1065年）
- 王陶（1065年—1066年）
- 王举元（1066年—1067年）
- 韩琦（1067年）

### 宋神宗朝
- 韩琦（1067年—1068年）
- 钱明逸（1068年—1070年）
- 司马光（1070年—1071年）
- 郭逵（1071年）
- 曾公亮（1071年—1072年）
- 李肃之（1072年）
- 吴中复（1072年—1075年）
- 罗拯（1075年—1077年）
- 吕公孺（1077年—1079年）
- 吕大防（1080年—1082年）
- 刘庠（1082年—1085年）
- 陈安石（1085年）

### 宋哲宗朝
- 陈安石（1085年—1086年）
- 曾孝宽（1087年）
- 韩缜（1087年—1089年）
- 李清臣（1089年—1091年）
- 蔡京（1091年—1092年）
- 蒲宗孟（1092年）
- 邓温伯（1092年—1093年）
- 王震（1093年—1094年）
- 吕大防（1094年）
- 王安礼（1094年—1095年）
- 谢景温（1095年—1097年）
- 李南公（1097年—1098年）
- 吕嘉问（1098年）
- 李琮（1098年—1099年）
- 陆师闵（1099年—1100年）

### 宋徽宗朝
- 陆师闵（1100年）
- 路昌衡（1100年）
- 蔡京（1100年）
- 孙览（1101年）
- 范纯粹（1101年—1102年）
- 上官均（1101年—1102年）
- 虞策（1103年）
- 胡宗回（1104年）
- 钟传（1105年—1106年）
- 邢恕（1106年）
- 王宓（1107年—1108年）
- 左肤
- 陶节夫（1109年）
- 强渊明（1109年）
- 吴择仁（1110年）
- 徐处仁（1110年—1111年）
- 李譓（1111年）
- 贾炎（1112年）
- 李譓（1112年）
- 何述（1112年）
- 洪中孚（1113年）
- 席旦（1114年—1116年）
- 贾炎（1116年—1117年）
- 张杲（1119年）
- 董正封
- 任谅（1120年—1122年）
- 薛嗣昌（1122年）
- 盛章（1123年—1125年）

### 宋钦宗朝
- 盛章（1125年）
- 任谅（1126年）
- 范致虚（1126年—1127年）